# Walt Whitman
Walt Whitman (West Hills, 31. svibnja 1819. – New Jersey, 26. ožujka 1892.), američki pjesnik. Jedan od najznačajnijih pjesnika američke književnosti.
U mladosti je živio nemirnim životom mijenjajući mnoga zvanja. Godine 1855. sam tiska svoje glavno djelo, znamenitu knjigu pjesama Vlati trave, koja se poslije pojavila u mnogim izdanjima, na mnogim jezicima. Piše joj predgovor, u kojem iznosi zahtjeve za novom američkom književnošću. 
Vlati trave zbirka je pjesama u slobodnom stihu, koja na snažan način slavi individualizam Amerike, demokraciju i bratstvo među ljudima, te živo i ushićeno opisuje američki život, osobito New York. Djelo je proglašeno nemoralnim zbog slobodne obrade spolnosti, pa pjesnik biva neshvaćen od suvremenika. Međutim, moderna ga kritika drži jednim od najvažnijih stvaralaca u povijesti američke književnosti.

## Vanjske poveznice
- Online djela Walta Whitmana na hrvatskom
- Djela Walta Whitmana u prijevodu Tina Ujevića i Ivana Lalića u pdf-formatu  Arhivirana inačica izvorne stranice od 9. ožujka 2014. (Wayback Machine)